# Shane Williams
Shane Mark Williams, MBE (* 26. Februar 1977 in Morriston, Swansea) ist ein walisischer Rugby-Union-Spieler, der auf der Position des Außendreiviertels eingesetzt wird. Er ist für die Walisische Rugby-Union-Nationalmannschaft und die Ospreys aktiv. Mitunter wurde er auch als Verbindungshalb und Gedrängehalb eingesetzt.

## Karriere
In der Jugend spielte Williams zunächst beim Amman United RFC und später beim Neath RFC, wo er auf den verschiedensten Positionen agierte. Bekannt wurde er vor allem durch seine „Side-Steps“ mit denen er oft in hoher Geschwindigkeit durch die gegnerischen Reihen bricht.
Seine Versuche gegen Italien, Schottland und England bei den Six Nations 2005 waren die Grundlage für den Grand Slam der Waliser in diesem Jahr. Aufgrund seiner beständig guten Leistungen wurde er für die Neuseeland-Tour der British and Irish Lions im selben Jahr berufen und kam zu zwei Einsätzen.
Während der Weltmeisterschaft 2007 gelangen ihm fünf Versuche, darunter zwei gegen Japan. Damit überholte er in der Statistik der walisischen Spieler mit den meisten Versuchen die Legende Ieuan Evans und lag nun nur noch hinter Gareth Thomas. Mit den zwei Versuchen gegen Schottland bei den Six Nations 2008 gelang Williams der Sprung auf Platz 12 in der internationalen Liste der erfolgreichsten Spieler. Er teilt sich diesen Platz mit Jonah Lomu, dem ehemaligen Star der All Blacks. Bei diesem Turnier gelangen ihm insgesamt sechs Versuche und damit die meisten aller Spieler. Folglich überholte er Gareth Thomas und ist nun der walisische Spieler mit den meisten Versuchen aller Zeiten. Im weiteren Verlauf der Saison konnte er neben dem Grand Slam bei den Six Nations auch noch den Anglo-Welsh Cup mit den Ospreys gewinnen.
Im Mai 2008 führte Williams eine walisische Auswahl an, die gegen eine Weltauswahl spielte. Sein Mannschaftskollege Justin Marshall übernahm die Leitung des Gegners. Er wurde in diesem Jahr vom International Rugby Board zum Spieler des Jahres gewählt. Am 21. April 2009 wurde er von Ian McGeechan für die Südafrika-Tour der British and Irish Lions nominiert.
Williams ist seit dem 23. Dezember 2005 mit seiner Jugendliebe Gail Lacey verheiratet, die er bereits mit 14 in der Schule kennengelernt hatte. Ihr erstes Kind Georgie kam am 8. November 2006 zur Welt.